# Gustavo Sampaio
Gustavo Sampaio var en brasiliansk jagare, byggd i England 1893 och levererad till Brasilien 1894. Jagaren deltog i sjöstriden vid Florianópolis i delstaten Santa Catarina och sänkte Rebellflottans flaggskepp Aquidabã.

## Historia
År 1889 genomfördes en militärrevolt och den Brasilianska republiken utropades, vilket markerade slutet på kejsardömet Brasilien. Brasiliens flotta under Custódio José de Melo var dock trogen kungen Peter II och hotade i november 1891 att bombardera Rio de Janeiro. Den nya presidenten marskalk Deodoro da Fonseca avgick och en interimsregering tillsattes. General Floriano Peixoto hade full kontroll över armén och regeringen beslutade att bygga upp en ny flotta. Ambassadörer i USA och Europa fick uppdrag att köpa så många örlogsfartyg som möjligt. Ett antal fartyg, byggda i USA, England och Tyskland, överfördes till den brasilianska republiken och anlände till Pernambuco (nuvarande Recife) i början av 1894. Jagaren Aurora från England var ett av dessa fartyg och döptes om till Gustavo Sampaio.

### Sjöstriden vid Destero
I början av april 1894 gav president Peixoto order till regeringsflottan att anfalla de Mellos flotta som låg för ankar utanför Desterro i delstaten Santa Catarina. Presidenten kallade till sig den svenske kommendörkaptenen Nils Fock, som var lärare i vapenteknik vid den brasilianska sjökrigsskolan. Fock, expert på det nya torpedvapnet, utnämndes till vapenchef på jagaren Gustavo Sampaio.
Den 12 april samlades en eskader ur regeringsflottan. Natten till den 17 april gick Gustavo Sampaio och fyra torpedbåtar söderut mot staden Desterro. Gustavo Sampaio fick in en fullträff på rebellflottans flaggskepp Aquidabã som sjönk på grunt vatten. Det var första gången den brasilianska flottan använde torpeder.